# Fernander Kassaï
Fernander Kassaï, né le 1er juillet 1987 à Bimbo en République centrafricaine, est un footballeur franco-centrafricain. Il évolue comme défenseur.

## Biographie

### Parcours en club
Né à Bimbo en République centrafricaine, il commence sa carrière junior avec l'équipe B du club français de Le Mans.
Le 4 mai 2012, il prend part à son premier match officiel sous le maillot manceau lors de la 36e journée de Ligue 2 face à Bastia (victoire 3-0). Il prend part à trois matchs en Ligue 2 durant la saison 2011-2012.
Le 20 août 2012, lors de la quatrième journée de Ligue 2 contre l'AJ Auxerre, il entre à la 90e minute de jeu en remplaçant Anthony Derouard.
Le 31 janvier 2014, il signe au Grenoble Foot 38 qui évolue alors en Championnat de France amateur et vise la montée en National. Au mercato, il rejoint le PFC Slavia Sofia club de première division bulgare.

### Parcours en sélection
Il est appelé par le sélectionneur Jules Accorsi dans la sélection de République centrafricaine pour le deuxième match de qualification à la Coupe d'Afrique des nations 2012 contre l'Algérie le 10 octobre 2010.

## Statistiques de carrière
| Saison          | Club             | Championnat | Championnat | Championnat | Coupe nationale | Coupe nationale | Coupe de la Ligue | Coupe de la Ligue | Centrafrique | Centrafrique | Total | Total |
| Saison          | Club             | Division    | M.          | B.          | M.              | B.              | M.                | B.                | M.           | B.           | M.    | B.    |
| 2005 - 2006     | Le MansR         | CFA         | 2           | 0           | 0               | 0               | 0                 | 0                 | -            | -            | 2     | 0     |
| 2006 - 2007     | Le MansR         | CFA         | 18          | 0           | 0               | 0               | 0                 | 0                 | -            | -            | 18    | 0     |
| 2007 - 2008     | Le MansR         | CFA         | 28          | 0           | 0               | 0               | 0                 | 0                 | -            | -            | 28    | 0     |
| 2008 - 2009     | Rouen            | CFA         | 5           | 0           | 0               | 0               | 0                 | 0                 | -            | -            | 5     | 0     |
| 2009 - 2010     | Romorantin       | CFA         | 10          | 1           | 0               | 0               | 0                 | 0                 | -            | -            | 10    | 1     |
| 2010 - 2011     | Le MansR         | CFA         | 24          | 0           | 0               | 0               | 0                 | 0                 | 2            | 0            | 26    | 0     |
| 2011 - 2012     | Le MansR         | CFA         | 21          | 0           | 0               | 0               | 0                 | 0                 | 0            | 0            | 21    | 0     |
| Sous-total      | Sous-total       | Sous-total  | 108         | 1           | 0               | 0               | 1                 | 0                 | 2            | 0            | 111   | 1     |
| 2011 - 2012     | Le Mans          | Ligue 2     | 3           | 0           | 0               | 0               | 0                 | 0                 | 4            | 0            | 7     | 0     |
| 2012 - 2013     | Le Mans          | Ligue 2     | 21          | 0           | 3               | 0               | 1                 | 0                 | 2            | 0            | 27    | 0     |
| janv.-juin 2014 | Grenoble Foot 38 | CFA         | 5           | 0           | 0               | 0               | 0                 | 0                 | 1            | 0            | 6     | 0     |
| 2014-           | PFC Slavia Sofia | Ligue A     |             |             |                 |                 | 0                 | 0                 |              |              |       |       |
| Sous-total      | Sous-total       | Sous-total  | 24          | 0           | 3               | 0               | 1                 | 0                 | 6            | 0            | 34    | 0     |